# جورج بي. ديفيس
جورج بي. ديفيس (بالإنجليزية: George B. Davis)‏ هو كاتب أمريكي، ولد في 13 فبراير 1847 في وير ‏ في الولايات المتحدة، وتوفي في 16 ديسمبر 1914.